# Un mercoledì da leoni
Un mercoledì da leoni (Big Wednesday) è un film del 1978 diretto da John Milius e dedicato al mondo del surf. Il regista presenta una sorta di avventura autobiografica, in ricordo dei propri anni giovanili passati a Malibù, California, accompagnata dalle musiche di Basil Poledouris.

## Trama
La voce narrante di Fly, un giovane surfista, presenta l'ambiente in cui tre amici, Matt Johnson, Jack Barlow e Leroy "Spaccatutto" Smith vivono in modo spensierato la loro gioventù, praticando il surf sulle spiagge della California. I tre sono molto diversi tra loro: Leroy è chiassoso e noncurante; Jack, riflessivo ed educato; Matt vive con inquietudine il suo passaggio dalla spensieratezza alla maturità, ma nonostante questo accetta con entusiasmo la gravidanza della fidanzata Peggy Gordon, che lo segue e gli resterà costantemente accanto, anche se non sempre condividerà le sue scelte, spinta dall'amore e comprendendo la fragile natura del suo ragazzo.
Tutti sono accomunati, oltre che dalla passione per lo sport, dall'affetto e dal rispetto per Bear, un veterano della guerra di Corea ed esperto surfista che vive, rappresentandola idealmente, l'ascesa e il declino della passione dei tre ragazzi: egli infatti dapprima costruisce artigianalmente le tavole da surf sul ponte della spiaggia, crescendo fino a diventare un imprenditore del settore e rimanendo per loro sempre punto di riferimento e di consiglio, per poi finire tuttavia in povertà e in solitudine a causa del divorzio.
Le quattro grandi mareggiate che colpirono la California nel 1962, nel 1965, nel 1968 e nel 1974 costituiscono il canovaccio su cui si svolgono la crescita e il cambiamento dei protagonisti attraverso gli anni Sessanta e Settanta statunitensi, che comprendono anche la guerra del Vietnam, alla quale Matt e Leroy riescono a sottrarsi facendosi riformare alla visita medica ricorrendo ad alcuni stratagemmi, mentre Jack accetta quello che lui, di là dal dispiacere per l'abbandono della fidanzata Sally, considera un dovere al punto di proseguire la sua esperienza fino a diventare un Berretto verde. Tornerà infatti dopo 3 anni, quindi ben oltre i 12 mesi di servizio obbligatorio.
La guerra cambierà profondamente la società statunitense e indirettamente colpirà anche la generazione dei tre surfisti, con la morte dell'amico Waxer: Jack, al ritorno a casa, trova l'amara sorpresa di Sally sposata con un altro uomo, ma al contempo la terribile esperienza vissuta in Vietnam ne ha limato la rigidità caratteriale; Leroy lascia la California, dandosi a una vita priva di scopi; mentre Matt continua a non accettare la maturità che incombe, fino a quando i tre non si ritrovano per vivere il Grande mercoledì, una mareggiata di vaste proporzioni. Nell'occasione, Matt rischia la vita, rimanendo ferito dopo essere caduto dalla tavola cavalcando un'onda enorme ma suscitando comunque l'ammirazione degli astanti.
Tornato sulla spiaggia con l'aiuto dei due amici, Matt regala a un giovane la tavola che gli era stata donata da Bear, il quale l'aveva conservata per una grande occasione, e accetta definitivamente quel passaggio d'età che egli aveva sempre fuggito, anche ammirando, come un ideale passaggio di consegne, la bravura di un giovanissimo Gerry Lopez, emergente leggenda del surf, che, nella scena finale, interpreta se stesso.

## Produzione

### Personaggi
Per realizzare il film Milius ed i suoi collaboratori sono stati influenzati dalle esperienze e dagli incontri umani fatti in gioventù dal regista, durante la sua "militanza" nella comunità di surfisti di Malibù (California). 
Il personaggio di Matt Johnson fu ispirato agli sceneggiatori dalla vita reale di Lance Carson, all'epoca il più noto surfista tra i frequentatori delle spiagge di Malibù, noto per le sue evoluzioni sulle onde medio piccole, e che a diciannove anni soffriva di problemi di alcolismo, dai quali uscì con le proprie forze; in tempi recenti è divenuto un abile costruttore di tavole oltre a rimanere ancora in ottimi rapporti d'amicizia con l'autore.
La figura di Leroy Spaccatutto (interpretato nel film da Gary Busey) fu basata su quella di un certo Mitch, un eccentrico personaggio appartenente al mondo hippie, se possibile ancora più folle della sua trasposizione cinematografica, che, all'epoca di ambientazione del film, grazie a un lascito ereditario aveva acquistato numerosi appartamenti in forte stato di degrado nella zona di Venice Beach, i quali col tempo aumenteranno progressivamente di valore, rendendolo miliardario; si trasferì poi nella zona di Santa Cruz, località celebre per le sue altissime onde. Noto per la sua conoscenza di numerosi stratagemmi per evitare il servizio di leva, era specializzato nel fingersi pazzo, ma tale prassi gli costò cara: per diversi anni fu costretto ad entrare ed uscire da numerose strutture psichiatriche. Mentre William Katt e Jan-Michael Vincent erano già esperti surfisti, Gary Busey dovette imparare a surfare prima che iniziassero le riprese. Nel 1991 Busey, nel film Point Break - Punto di rottura, impersonò l'agente dell'FBI Angelo Pappas, che spinge il suo collaboratore Johnny Utah (Keanu Reeves) a imparare il surf per dare la caccia a una banda di rapinatori di banche.
I personaggi di Bear e di Jack sono frutto della fusione di numerose persone realmente conosciute da Milius durante la sua giovinezza: nel primo si sono riconosciuti vari celebri costruttori di tavole come Dale Velzy, Hap Jacobs e Bob Bolen, mentre per caratterizzare il secondo il regista si ispirò a numerosi lifeguard incontrati nella sua vita.
William Katt e Barbara Hale, che nel film interpretano Jack e la madre, nella realtà sono davvero madre e figlio.

### Riprese
Molti interrogativi circolano tra la comunità di appassionati di surf circa le spiagge ove il film è stato girato. Ambientato tra le infinite spiagge del sud della California il film, per le scene di mare, è stato girato nella spiaggia di Cojo Point, all'interno della tenuta del Hollister Ranch, una vasta area privata non accessibile al pubblico situata ad ovest di Santa Barbara, tra Point Conception e il Gaviota State Park, noleggiata per il tempo necessario alle riprese.
Nello stesso luogo, per le esigenze di scena, è stata realizzata la scalinata in dissesto tra le due colonne che scende verso la spiaggia, che apre e chiude il film, nonché una riproduzione del celebre muro di mattoni che si trova presso Malibu Beach ove i surfisti, da svariati decenni, sono soliti appoggiare le proprie tavole.
Il pontile di Bear si trova invece nella vicina Gaviota Beach, mentre le scene di surf più estreme sono state girate alle isole Hawaii.

### Colonna sonora

#### Tracce
1. Three Friends Theme (Basil Poledouris) - Keola Beamer/Kapono Beamer - 04:12
2. What'd I Say Ray Charles - 6:42
3. The Loco-Motion (Gerry Goffin/Carole King) - Little Eva - 2:27
4. He's a Rebel (Gene Pitney) - The Crystal - 2:17
5. Will You Still Love Me Tomorrow? (Gerry Goffin/Carole King) - The Shirelles - 2:37
6. Sherry (Bob Gaudio) - Frankie Valli & The Four Seasons - 2:34
7. It's Now or Never (Giovanni Capurro) - Eduardo Di Capua - 2:34
8. She Wears My Ring (Felice Bryant/Boudleaux Bryant) - 3:36
9. Green Onions (Booker T. & the M.G.'s) - 2:52
10. Money (That's What I Want) (Berry Gordy/Janie Bradford) - Barrett Strong - 2:39
11. Lucille (Little Richard) - 3:40
12. The Twist (Hank Ballard) - Chubby Checker - 2:34
13. Crumple Car (Dennis Aarberg/Phil Pritchard) - Dennis Aarberg - 2:00

## Distribuzione

### Doppiaggio
- Bear, nella scena ove si appresta ad abbandonare il pontile dichiarando di "non avere più voglia di fare le tavole", nella versione originale impreca invece verso il sistema ed i lifeguard, che hanno dichiarato pericolante ed inagibile il pontile, costringendolo ad andarsene.
- Slick, durante la visita militare ove si presenta vestito da nazista, nella versione italiana finge la pazzia gridando l'inutilità della guerra in Vietnam. Nella versione in lingua originale, invece, inveisce contro la presenza di troppi individui neri ed ebrei nelle file dell'esercito ("...too many jews and niggers...I will not join this army !") .